# Productieketen

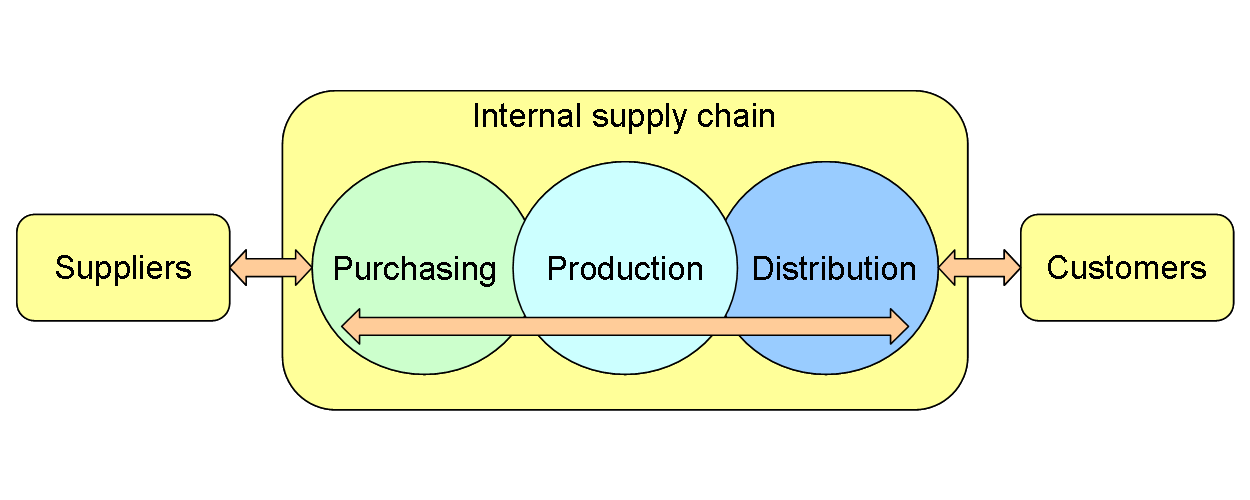
Illustratie van de productieketen rond het bedrijf

Een productieketen of distributieketen is het economische proces van grondstof tot consument of gebruiker.
De productieketen is een netwerk van organisaties, mensen en activiteiten die informatie en/of producten uitwisselen. Dit netwerk is een logistieke keten die ervoor zorgt dat het product of de dienst bij de gebruiker komt. Het netwerk transformeert ruwe materialen en halffabricaten tot eindproducten. Men kan verschillende deelprocessen onderscheiden in een productieketen. 
Actoren in de keten kunnen een of meer van deze deelprocessen voor hun rekening nemen. Wanneer een actor meerdere achtereenvolgende processen verzorgt spreekt men van verticale integratie.

## Overzicht

Productieketen. Geld stroomt van (a) naar (e). Producten stromen van (e) naar (a).

De productieketen is metaforisch een ketting waarin elke productiestap een schakel vormt, verbonden middels logistieke processen. Het geld stroomt door de ketens van de gebruiker naar de producenten, en de producten en/of diensten lopen van de producenten naar de gebruiker. Elk productieproces is een logistieke keten. Het is een aaneenschakeling van productieprocessen. Elk proces communiceert met het vorige en het volgende proces.
Alhoewel veel bedrijven op een internationale schaal opereren is het voor alle bedrijven moeilijk om de gehele productieketen te beheersen. Veel van de interacties in de productieketen vinden daarom plaats tussen bedrijven die elk op zich proberen om een maximaal rendement van deze interactie te behalen. Echter door de marktwerking (concurrentie) worden de bedrijven in de keten gedwongen de maximalisatie van de winst te beperken. De overheid ziet er op toe (EC NMA en de NL NMA) dat er tussen bedrijven geen kartelvorming ontstaat of dat een bedrijf geen monopoliepositie verwerft. Op deze manier wordt oneerlijke concurrentie voorkomen.
Technieken, zoals RFID en GS1 (Global Standards), helpen om de productieketen te optimeren.

## Deelprocessen

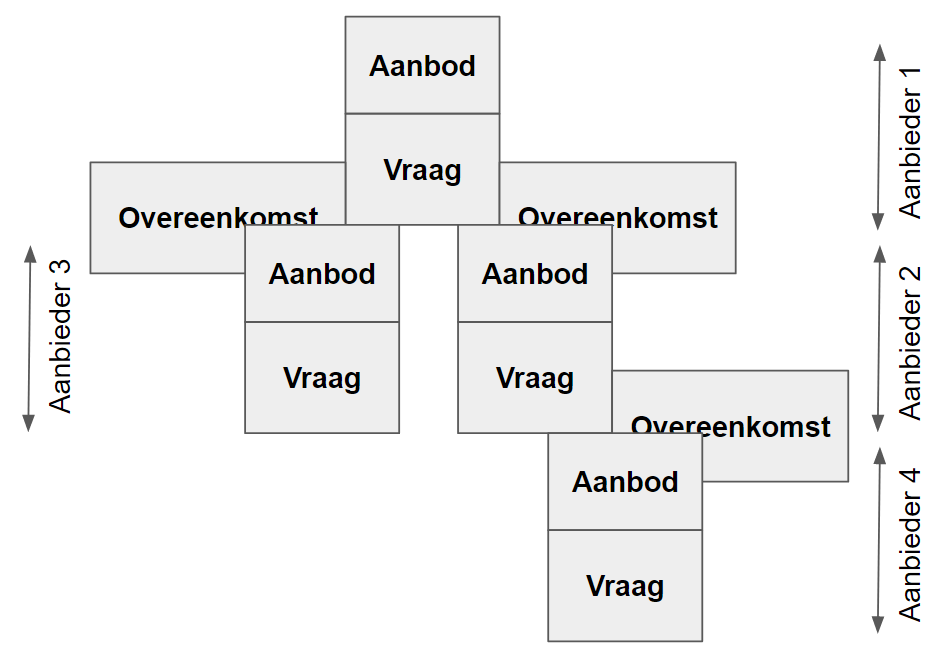
Een productieketen bestaat uit verschillende deelprocessen

Een voorbeeld voor productieketen met de achtereenvolgende deelprocessen is hier opgevoerd:
1. Produceren van grondstoffen
2. Produceren van halffabricaten
3. Produceren van eindproducten
4. Groothandel
5. Consumentenhandel

Ook de logistieke processen tussen de bovengenoemde processen kunnen als deelprocessen worden beschouwd. 
Er zijn vele variaties op bovengenoemd voorbeeld mogelijk.

## Problemen in de productieketen
Een van de grootste problemen in de productieketen is het opslingereffect. 
Het opslingereffect wordt veroorzaakt door de volgende factoren:
- Levertijd: Door veranderende levertijden van de leveranciers wordt de vraagvariabiliteit vergroot.
- Vraagvoorspelling: Door een grote hoeveelheid data te observeren wordt het moeilijker om de vraag te voorspellen.
- Fluctuatie van de prijs: Variabiliteit in aankopen van retailers die afhankelijk zijn van de prijs op dat moment.
- Bestelgrootte: Leverancier krijgt een fluctuerend patroon in haar orders

Een van de oplossingen om het opslingereffect in te dammen is het verminderen van de vraagonzekerheid. Een belangrijk onderdeel hierbij is het gebruikmaken van informatiesystemen die informatie kunnen weergeven op overzichtelijke wijze voor het management en tevens ondersteunen zij voorraadmanagement. Voorbeelden van goedwerkende informatiesystemen zijn: vendor management inventory (VMI) en material requirements planning (MRP).